# Elitloppet 1986
Elitloppet 1986 var den 35:e upplagan av Elitloppet, som gick av stapeln söndagen den 25 maj 1986 på Solvalla i Stockholm. Finalen vanns av den norska hästen Rex Rodney, körd och tränad av Kjell Håkonsen. Detta var första gången som Norge vann Elitloppet, och det skulle dröja ända till 2005 innan Norge tog en ny seger, då med Steinlager.
Inför 1986 års Elitlopp försökte man få dit både årets Prix d'Amérique-vinnare Ourasi, och Manfred Hanover (som då hade 24 raka segrar). Båda tackade dock nej. Istället lyckades man få dit den norska hästen Rex Rodney, som hade besegrat Utah Bulwark i Oslo Grand Prix några veckor innan. Utah Bulwarks tränare och kusk Stig H. Johansson var mäkta imponerad efter Rex Rodneys prestation i detta lopp.

## Upplägg och genomförande
Elitloppet är ett inbjudningslopp och varje år bjuds 16 hästar som utmärkt sig in till Elitloppet. Hästarna lottas in i två kvalheat, och de fyra bästa i varje försök går vidare till finalen som sker 2–3 timmar senare samma dag. Desto bättre placering i kvalheatet, desto tidigare får hästens tränare välja startspår inför finalen. Samtliga tre lopp travas sedan 1965 över sprinterdistansen 1 609 meter (engelska milen) med autostart (bilstart). I Elitloppet 1986 var förstapris i finalen 600 000 kronor, och 100 000 kronor i respektive kvalheat.

## Kvalheat 1
| P | S | Häst             | Kusk              | Tränare           | Land      | Odds  | Tid    |
| - | - | ---------------- | ----------------- | ----------------- | --------- | ----- | ------ |
| 1 | 2 | Rex Rodney       | Kjell Håkonsen    | Kjell Håkonsen    | Norge     | 1,61  | 1.12,6 |
| 2 | 3 | Biscayne Hanover | Ulf Thoresen      | Martti Keskinen   | Finland   | 9,00  | 1.12,8 |
| 3 | 4 | Diva Lill        | Stig H. Johansson | Stig H. Johansson | Sverige   | 6,60  | 1.12,9 |
| 4 | 5 | Emile            | Olle Goop         | Stig H. Johansson | Sverige   | 10,00 | 1.13,0 |
| 0 | 8 | Rosalind's Guy   | Veijo Heiskanen   | Veijo Heiskanen   | Finland   | 11,00 | 1.13,0 |
| 0 | 6 | Ogorek           | Michel Roussel    | Jean-Lou Peupion  | Frankrike | 9,60  | 1.13,0 |
| 0 | 1 | Glenn Kosmos     | Pekka Korpi       | Pekka Korpi       | Finland   | 18,60 | 1.13,0 |
| 0 | 7 | Ellizar H.       | Bo W. Takter      | Johnny Takter     | Sverige   | 43,70 | 1.13,2 |

## Kvalheat 2
| P | S | Häst            | Kusk              | Tränare           | Land      | Odds  | Tid      |
| - | - | --------------- | ----------------- | ----------------- | --------- | ----- | -------- |
| 1 | 4 | Super Play      | Tommy Magnusson   | Göte Östlund      | Sverige   | 8,13  | 1.13,6   |
| 2 | 7 | Utah Bulwark    | Stig H. Johansson | Stig H. Johansson | Sverige   | 1,80  | 1.13,9   |
| 3 | 1 | Igor            | Edelbert Ohmer    | Edelbert Ohmer    | Tyskland  | 23,10 | 1.14,3   |
| 4 | 5 | Keystone Patton | Jorma Kontio      | Jorma Kontio      | Finland   | 46,00 | 1.14,4   |
| 0 | 2 | Monarch T.      | Cario Bottoni     | Cario Bottoni     | Italien   | 16,80 | 1.15,0ag |
| 0 | 6 | Nodesso         | Olle Goop         | Jean-Lou Peupion  | Frankrike | 29,40 | 1.15,2ag |
| d | 8 | Record Bowl     | Pekka Korpi       | Pekka Korpi       | Finland   | 5,50  | dgm7     |
| d | 3 | Matiné          | Johnny Takter     | Johnny Takter     | Sverige   | 4,00  | dug      |

## Finalheat
| P | S | Häst             | Kusk              | Tränare           | Land     | Odds   | Tid    |
| - | - | ---------------- | ----------------- | ----------------- | -------- | ------ | ------ |
| 1 | 1 | Rex Rodney       | Kjell Håkonsen    | Kjell Håkonsen    | Norge    | 1,51   | 1.13,4 |
| 2 | 4 | Utah Bulwark     | Stig H. Johansson | Stig H. Johansson | Sverige  | 3,50   | 1.13,5 |
| 3 | 6 | Emile            | Olle Goop         | Stig H. Johansson | Sverige  | 34,30  | 1.13,6 |
| 4 | 3 | Biscayne Hanover | Ulf Thoresen      | Martti Keskinen   | Finland  | 9,00   | 1.13,6 |
| 5 | 2 | Super Play       | Tommy Magnusson   | Göte Östlund      | Sverige  | 8,00   | 1.13,7 |
| 0 | 5 | Diva Lill        | Torbjörn Jansson  | Stig H. Johansson | Sverige  | 29,80  | 1.13,9 |
| 0 | 7 | Igor             | Edelbert Ohmer    | Edelbert Ohmer    | Tyskland | 126,70 | 1.14,0 |
| 0 | 8 | Keystone Patton  | Jorma Kontio      | Jorma Kontio      | Finland  | 137,60 | 1.14,1 |